# Arthit Sunthornpit
Arthit Sunthornphit (taj. อาทิตย์ สุนทรพิธ, ur. 19 kwietnia 1986 w Khon Kaen) – piłkarz tajski grający na pozycji lewego pomocnika. Od 2017 jest zawodnikiem klubu PTT Rayong FC.

## Kariera klubowa
Swoją karierę piłkarską Sunthornphit rozpoczął w klubie Chonburi FC. W 2004 roku zadebiutował w jego barwach w tajskiej Premier League. W latach 2005 i 2007 wywalczył z nim mistrzostwo Tajlandii. Zdobył z nim też Puchar Tajlandii (2010) i trzy Kor Royal Cup (2008, 2009, 2011). W 2012 roku był wypożyczony do klubu Wuachon United. Następnie grał w Chainat Hornbill FC i Chiangrai United FC, a w 2017 trafił do PTT Rayong FC.

## Kariera reprezentacyjna
W reprezentacji Tajlandii Sunthornphit zadebiutował w 2008 roku. W tym samym roku zajął z kadrą narodową 2. miejsce w AFF Suzuki Cup 2008. Z kolei w 2012 roku był drugi z Tajlandią w AFF Suzuki Cup 2012.